# 기적자 그레고리오스
기적자 그레고리오스(Γρηγόριος ὁ Θαυματουργός, 213년경 - 270년경 ) 또는 기적자 그레고리(Gregory the Miracle-Worker)는 소아시아 폰토스 네오카이사레아 교회의 주교이다. 그레고리오스는 당시에 많은 기적을 행하였기에 기적행위자라고 불러졌다.

## 생애
213년 경 폰토스 네오카이사레아 (현 튀르키예 토카트주 니크사르)의 한 이교도 가정에서 태어났다. 그의 본명은 테오도로스였었다. 233년 경 테오도로스와 그의 아우 아테노도로스는 그 당시 유명한 법학교였던 베리투스에서 법학공부를 하러갔다. 그와 그의 아우는 누이에 초청으로 가이사랴에 갔을 때 가이사랴에 학자인 오리겐이 있다는 것을 알게되어 오리겐를 만나 오리겐와 대화에서 감화되어 그의 문하에서 공부하였고 거기서 세례를 받고 개종하여 그리스도교인이 되었다.  그는 오리겐 문하에서 철학과 신학을 공부한 뒤, 그는 선교사로서 폰토스로 돌아왔다.
돌아온 테오도로스는 고향 네오카이사레아에서 젊은 나이에 폰토스 대주교에 의해 네오카이사레아 교회의 주교가 되었다. 네오카이사레아에 주교가 되면서 그레고리오스 타우마투르구스라는 이름을 얻게 되었다. (타우마투르구스는 이적을 행하는 자란 뜻이다) 그는 주교가 되자 수 많은 열정과 헌신으로 사역을 하였다.
265년에는 사모사타의 파울로스를 단죄한 안티오키아 교회회의에 참석했다.
전하는 바에 의하면 그가 사역을 시작할 때 그 도시의 그리스도교인은 7명 뿐이였지만 30년 동안 사역한 후 그의 사역이 끝날때 이교도인 수가 17명 밖에 되지 않았다고 한다. 그는 자신이 부임할 때 그 교구에 있었던 17명의 그리스도인보다 적은, 그 도시에 남아있는 이교도인 약 17명을 개종시키지 못했다는 한을 품고, 270년경 세상을 떠났다.

## 평가
그의 목회에 대해서는 알려진 것이 거의 없고, 그의 신학적 저술은 불완전한 상태이다. 이러한 지식의 부족은 그의 역사적 중요성에도 불구하고 그의 성격을 부분적으로 흐리게 하고있지만 남아있는 기록을 보면 그가 많은 열정과 헌신으로 목회 활동을 하였음을 알려준다.
또한 샤프는 그레고리오스 타우마투르구스에 대해 말하기를 그에 관하여 의심스러운 점은 모두 삭제시킨다 하더라도 그가 자기의 세대와 그후의 세대 사람들에게 가장 힘있는 감화를 준 위대하고 선한 인격자였다는 것은 의심할 여지가 없다고 하였다.

## 저서
- 신앙선언
- 오리게네스 송덕문

## 같이 보기
- 오리게네스
- 아테노도로스
- 카이사레아
- 네오카이사레아